# Trigonarthron cinnabarinum
Trigonarthron cinnabarinum är en skalbaggsart som beskrevs av Boppe 1912. Trigonarthron cinnabarinum ingår i släktet Trigonarthron och familjen långhorningar.
Artens utbredningsområde är Madagaskar. Inga underarter finns listade i Catalogue of Life.